# Accomack County
Accomack County je okres amerického státu Virginie založený v roce 1671. Správním střediskem je město Accomac. Okres leží na jihu poloostrova Delmarva. Název okresu pochází z indiánského slova Accawmack, což znamená "na druhé straně".